# No Way Back (AAA의 노래)
〈No Way Back〉(노 웨이 백, ノー ウェイ バック 노 웨이 밧쿠[*])는 AAA의 쉰네 번째 싱글이다. 2017년 7월 5일에 에이벡스 트랙스에서 발매됐다. 

## 개요
- 자켓 A · B, 팬 클럽 한정판의 세 종류로 발매. 모든 종류에 스마플라가 있다.
- 자켓 디자인에는 세 종류 모두 일러스트레이터인 나가이 히로시가 담당하고 있다[2]。
- 2017년 3월 말에 이토 치아키가 졸업하고나서 6인의 체제로의 첫 싱글이 된다.

## 미디어에서의 사용
No Way Back
- 빙결(R)×AAA 오리지널 웹 무비 송[3]

Beat Together
- LAGUNA TEN BOSCH 여름 캠페인 송 (#2)

## 수록 내용
| #  | 제목                             | 작사                             | 작곡          | 편곡 | 재생 시간 |
| -- | -------------------------------- | -------------------------------- | ------------- | ---- | --------- |
| 1. | 〈No Way Back〉                  | 아오야마 미오, 히다카 미츠히로   | 오니시 카츠미 | 3:45 |           |
| 2. | 〈Beat Together〉                | 미조구치 타카키, 히다카 미츠히로 | 고노베 치카라 | 4:22 |           |
| 3. | 〈No Way Back〉 (Instrumental)   |                                  | 오니시 카츠미 | 3:45 |           |
| 4. | 〈Beat Together〉 (Instrumental) |                                  | 고노베 치카라 | 4:22 |           |

| #  | 제목                          | 재생 시간 |
| -- | ----------------------------- | --------- |
| 1. | 〈No Way Back〉 (뮤직 비디오) |           |
| 2. | 〈No Way Back〉 (메이킹 필름) |           |

- 팬 클럽 한정판의 굿즈로는 AAA ‘No Way Back’ 오리지널 스테인리스 텀플러가 있다.

## 발매일
| 국가     | 일정           | 포맷                     | 레이블    |
| -------- | -------------- | ------------------------ | --------- |
| 대한민국 | 2017년 7월 3일 | 디지털 음원              | 지니뮤직  |
| 일본     | 2017년 7월 5일 | CD+DVD, CD, 디지털 음원, | avex trax |

### 내용주
1. 1 2  랩 가사의 작사를 맡았다
2. ↑  반주곡 트랙이 미수록되어 있다.

### 참조주
1. ↑  “AAAニューシングル「No Way Back」のリリースが7/5（水）に決定！” [AAA 뉴 싱글 ‘No Way Back’의 발매가 7/5(수)로 결정!]. 《공식 사이트》 (일본어). 2017년 5월 15일. 2017년 5월 15일에 확인함.
2. ↑  “AAA7/5リリース「No Way Back」のジャケット写真を公開！” [AAA 7/5 발매 ‘No Way Back’의 자켓 사진을 공개!]. 《공식 사이트》 (일본어). 2017년 6월 8일. 2017년 6월 8일에 확인함.
3. ↑  “キリン 氷結® × AAA　オリジナルムービーのトレーラー映像初公開！” [기린 빙결® × AAA 오리지널 무비의 트레일러 영상 첫 공개!]. 《공식 사이트》 (일본어). 2017년 6월 9일.